# Maechidius humeralis
Maechidius humeralis är en skalbaggsart som beskrevs av Heller 1914. Maechidius humeralis ingår i släktet Maechidius och familjen Melolonthidae. Inga underarter finns listade i Catalogue of Life.